# بن هینچلیف (بازیکن فوتبال، زاده ۱۹۹۷)
بن هینچلیف (انگلیسی: Ben Hinchliffe؛ زادهٔ ۲۵ سپتامبر ۱۹۹۷) بازیکن فوتبال است.
از باشگاه‌هایی که در آن بازی کرده‌است می‌توان به باشگاه فوتبال هال سیتی اشاره کرد.